# شمس القوايل (مسلسل)
شمس القوايل مسلسل اجتماعي كوميدي إماراتي من إنتاج قناة أبوظبي. من بطولة الفنانين: الإماراتي جابر نغموش والكويتي طارق العلي وأحمد الجسمي والإماراتية سميرة أحمد وفاطمة الحوسني ورزيقة الطارش ومريم سلطان وإبراهيم الصلال ومحمد الجناحي وابتسام عبد الله ومحمد العامري وسلطان النيادي وشيماء سبت وشادية، حميد البلوشي ومن تأليف الكاتب الإماراتي جمال سالم وإخراج مروان البغدادي.

## طاقم العمل

### تأليف
- جمال سالم

### إخراج
- مروان البغدادي

### بطولة
- طارق العلي
- جابر نغموش
- سميرة أحمد
- أحمد الجسمي
- فاطمة الحوسني
- رزيقة الطارش
- مريم سلطان
- إبراهيم الصلال
- محمد العامري
- محمد الجناحي
- ابتسام عبد الله
- سلطان النيادي
- شيماء سبت
- سيف سلطان المانعي